# Добрић (Воћин)
Добрић је насељено мјесто у општини Воћин, у сјеверној Славонији, у Вировитичко-подравској жупанији, Република Хрватска.

## Географија
Добрић се налази око 5 км југоисточно од Воћина.

## Историја
До територијалне реорганизације у Хрватској насеље се налазило у саставу бивше општине Подравска Слатина.

## Становништво
Добрић према попису из 2011. године није имао становника.
| Националност       | 1991. | 1981. | 1971. | 1961. |
| Срби               | 62    | 84    | 111   | 127   |
| Југословени        | 1     |       |       |       |
| Хрвати             |       |       | 1     |       |
| остали и непознато | 1     |       |       |       |
| Укупно             | 64    | 84    | 112   | 127   |

| Демографија | Демографија | Демографија |
| Година      | Становника  | Становника  |
| ----------- | ----------- | ----------- |
| 1961.       | 127         |             |
| 1971.       | 112         |             |
| 1981.       | 84          |             |
| 1991.       | 64          |             |
| 2001.       | 4           |             |
| 2011.       | 0           |             |